# Surjit Singh Barnala

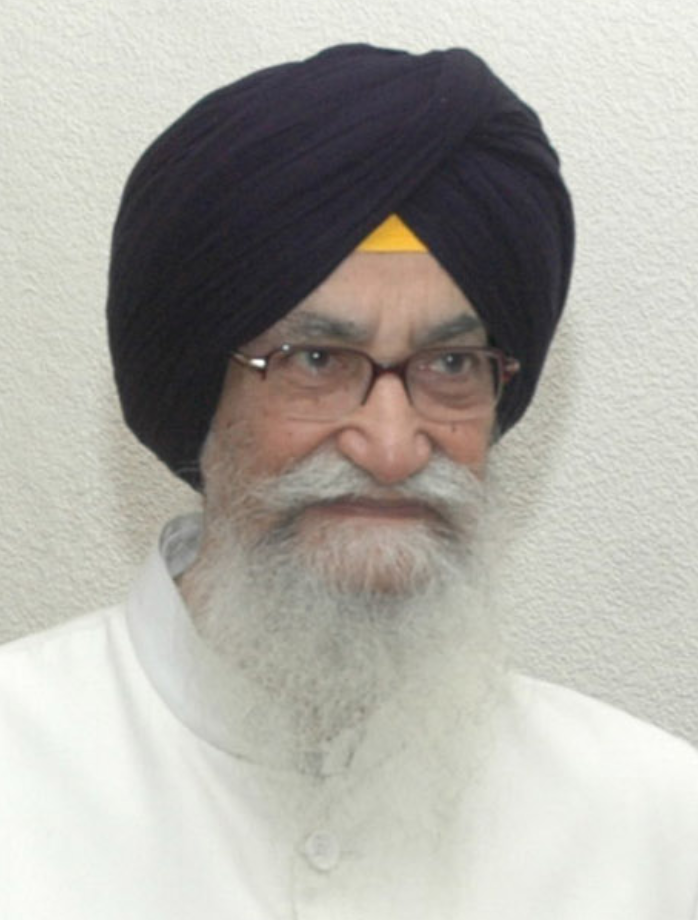
Surjit Singh Barnala (2008)

Surjit Singh Barnala (* 21. Oktober 1925 in Ateli, Punjab, Britisch-Indien; † 14. Januar 2017 in Chandigarh) war ein indischer Politiker der Shiromani Akali Dal (SAD), der unter anderem zwischen 1977 und 1980 sowie erneut von 1996 bis 1999 Mitglied der Lok Sabha war. Er war von 1977 bis 1979 Minister für Landwirtschaft, Ernährung und Bewässerung sowie zwischen 1998 und 1999 Minister für Chemikalien und Düngemittel. Darüber hinaus fungierte er von 1985 bis 1987 als Chief Minister von Punjab sowie als Gouverneur verschiedener Bundesstaaten Indiens.

## Leben

### Mitglied der Lok Sabha, Minister im Kabinett Desai und Chief Minister des Punjab
Surjit Singh Barnala, Sohn von Nar Singh, begann nach dem Schulbesuch ein grundständiges Studium an der University of Lucknow, das er mit einem Bachelor of Arts (B.A.) beendete. Ein darauf folgendes Studium der Rechtswissenschaften der University of Lucknow schloss er mit einem Bachelor of Laws (LL.B.) ab und nahm im Anschluss eine Tätigkeit als Rechtsanwalt auf. Seine politische Laufbahn begann er 1967, als er erstmals zum Mitglied der Legislativversammlung des Bundesstaates Punjab (Punjab Vidhan Sabha) gewählt wurde und dieser bis 1977 angehörte. In der Bundesstaatsregierung der Chief Minister Gurinam Singh (17. Februar 1969 bis 26. März 1970) und Parkash Singh Badal (27. März 1970 bis 13. Juni 1971) bekleidete er das Amt als Bildungsminister. Er war außerdem zwischen 1969 und 1973 Vorsitzender der Stiftung der Guru Nanak Dev University.
Bei der Wahl vom 16. bis 20. März 1977 wurde Barnala erstmals zum Mitglied der Lok Sabha gewählt, des Unterhauses des Parlaments (Bhāratīya Sansad), und gehörte diesem in der sechsten Legislaturperiode bis Januar 1980 an. Am 18. Juni 1977 löste er Parkash Singh Badal als Minister für Landwirtschaft, Ernährung und Bewässerung im Kabinett Desai ab und bekleidete dieses Ministeramt bis zum 28. Juli 1979. 1985 wurde er wieder zum Mitglied der Legislativversammlung des Punjab gewählt und gehörte dieser nunmehr bis 1987 an. Nach dem Ende einer sogenannten Präsidialregierung (President’s rule) übernahm er am 29. September 1985 das Amt des Chief Minister von Punjab. Die Sicherheitslage verschlechterte sich wieder so weit, dass seine gewählte Regierung suspendiert und der Bundesstaat am 11. Mai 1987 unter eine neuerliche President’s rule gestellt wurde.

### Gouverneur von Tamil Nadu, Kandidat für die Vizepräsidentschaft und Minister im Kabinett Vajpayee II
Als Nachfolger von P. C. Alexander übernahm Surjit Singh Barnala am 23. Mai 1990 erstmals das Amt als Gouverneur von Tamil Nadu und bekleidete dieses bis zum 14. Februar 1991, woraufhin Bhishma Narain Singh seine Nachfolge antrat. Bei der Wahl am 27. April, sowie 2. und 7. Mai 1996 wurde er erneut zum Mitglied der Lok Sabha gewählt und war in der elften Legislaturperiode zwischen 1996 und 1998 Mitglied des Ausschusses für städtischen und ländliche Entwicklung. Am 16. August 1997 kandidierte Barnala für das Amt als Vizepräsident Indiens. Bei der Wahl im Parlament unterlag er jedoch mit 273 Stimmen dem bisherigen Gouverneur von Andhra Pradesh, Krishan Kant, auf den 441 Stimmen entfielen.
Bei der darauf folgenden Wahl am 16., 22., 23. und 28. Februar sowie am 7. März 1998 erfolgte seine Wiederwahl als Mitglied der Lok Sabha, der er in der zwölften Wahlperiode bis zur Wahl zwischen dem 5. September und 4. Oktober 1999 angehörte. Nach der Wahl wurde er am 19. März 1998 als Minister für Chemikalien und Düngemittel sowie zusätzlich als geschäftsführender Minister für Ernährung und Verbraucherangelegenheiten in das zweite Kabinett Vajpayee berufen und hatte dieses Ministeramt bis zum Ende der Amtszeit von Premierminister Atal Bihari Vajpayee am 13. Oktober 1999 innehatte.

### Gouverneur verschiedener Bundesstaaten
Am 9. November 2000 wurde Barnala erster Gouverneur von Uttaranchal, der zuvor als nördlicher Teil des Bundesstaates Uttar Pradesh eigenständiger Bundesstaat wurde. Er hatte dieses Amt bis zum 7. Januar 2003 inne und wurde danach von Sudarshan Agarwal abgelöst. Am 30. Dezember 2002 wurde er zum Gouverneur von Andhra Pradesh ernannt und trat dieses Amt als Nachfolger von C. Rangarajan offiziell am 3. Januar 2003 an. Er verblieb auf diesem Posten bis zum 3. November 2004 und wurde danach von Sushil Kumar Shinde abgelöst.
Surjit Singh Barnala selbst wurde am 30. Oktober 2004 wieder zum Gouverneur von Tamil Nadu ernannt und löste am 3. November 2004 P. S. Ramamohan Rao ab. Er bekleidete dieses Amt nunmehr bis zum 30. August 2011 und wurde daraufhin von K. Rosaiah abgelöst. Zusätzlich wurde er als Nachfolger von Govind Singh Gurjar am 9. April 2009	auch Vizegouverneur von Puducherry. Er bekleidete dieses Amt als Administrator dieses Unionsterritoriums bis zum 27. Juli 2009 und wurde im Anschluss von Iqbal Singh abgelöst.
Aus seiner am 9. Juli 1954 geschlossenen Ehe mit Surjit Kaur gingen zwei Söhne und eine Tochter hervor.

## Veröffentlichungen
- Story of an escape, 1996
- Selected speeches of Surjit Singh Barnala, His Excellency the Governor of Tamil Nadu, 2011